# Fleuret Peak
Der Fleuret Peak ist ein 560 m hoher und markanter Berg auf Südgeorgien im Südatlantik. Er ragt östlich des Sörling Valley auf der Barff-Halbinsel auf.
Das UK Antarctic Place-Names Committee benannte ihn 2014 nach dem britischen Verwaltungsbeamten Arthur Isadore Fleuret (1899–1987), Resident Magistrate des Vereinigten Königreichs auf Südgeorgien von 1942 bis 1951.